# Plisseren (textiel)

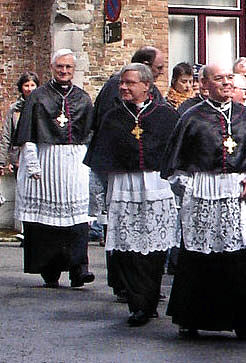
Brugse kanunniken

Plisseren is het aanbrengen van fijne plooien in een gesteven stof. Als men met vlokken werkt, kan men enkel plisseren nadat men de stof bevochtigd heeft gestreken. Zodra de stof nat wordt bij het wassen, gaan de plooien er opnieuw uit.

## Oud gebruik in de liturgie
Sinds eeuwen wordt kerkelijk linnen in Vlaanderen bijzonder behandeld. Rochetten en alben worden normaal gesteven in fijne stroken tot zowat een centimeter dik. Het wassen en stijven van kerklinnen dient volledig met de hand uitgevoerd, en enkel met authentieke producten, zoals met vlokken stijfsel.

## Gebruik in de folklore
In Frankrijk worden sinds eeuwen ook de mutsen (coiffe) gesteven en met riet gesteven. Deze techniek noemt men "Paillage". 

## Varia
Theaterkleding en juristenbef worden handmatig geplisseerd, door ze eerst met een aprêt te behandelen en daarna half machinaal onder druk te zetten.  
Mode
Gepliseerde kledingstukken zijn op dit moment hoogste mode. 
Waaier, Indra, soleil, stolp, watteau, zwaluwstaartje, pen en platte plooi, zijn uitvoeringen die permanent geplisseerd kunnen worden. Deze vormen kunnen gewassen en/of "gestoomd" zonder kwaliteitsverlies. Plisseren is een uitstervend beroep, Nederland telt nog slechts één ambachtelijk atelier: in Breda.

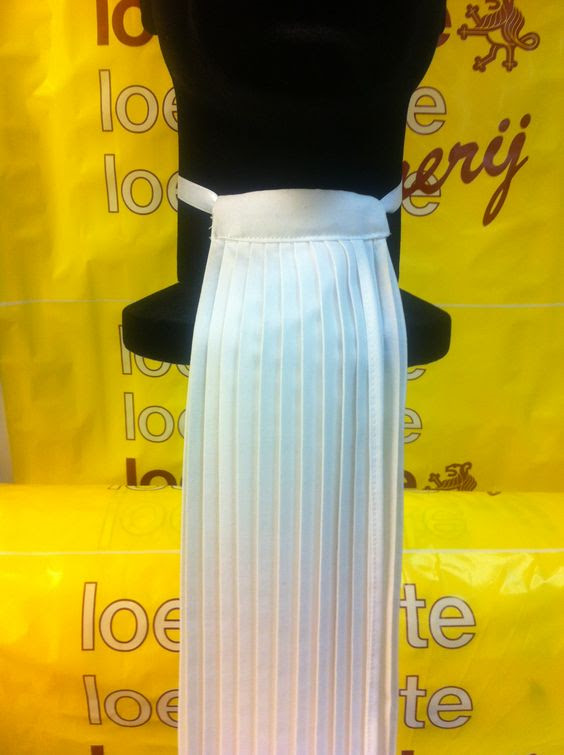
Advocaten bef: 4 t/m 8 mm